# Louis Dubosquet
Louis Dubosquet, né Louis Plantevigne le 29 décembre 1785 à Ambérac et mort le 11 mars 1864 à Bassac, est un médecin français, auteur d'une thèse de médecine publiée en 1815 intitulée Dissertation sur le cauchemar.

## Biographie
Louis Plantevigne naît en 1785 à Ambérac, fils de Pierre Louis Plantevigne Dubosquet et Marguerite Bodet.
Dans sa thèse, soutenue le 22 juin 1815 à la faculté de médecine de Paris, il s'attache à analyser le phénomène du cauchemar. Partant du terme latin d'« incubus », qu'il remplace par celui de « cauchemar », il démontre que l'incube est une affection, qui possède des causes, un pronostic et qui est curable au moyen d'un traitement.
Louis Dubosquet a examiné plusieurs cas d'aliénés victimes de cauchemars frappants, à la Salpêtrière, et en a déduit que ce mal nocturne est précurseur de délires maniaques ou d'aliénations mentales qui peuvent parfois, lorsqu'ils sont répétés, se terminer par la mort.
Marié en 1819 à Gourville, Louis Dubosquet est établi à Bassac lorsque sa femme meurt, en 1871.
Il meurt le 11 mars 1864 à Bassac à l'âge de 78 ans.